# پیتر فیلیپس (رهبر موسیقی)
پیتر فیلیپس (انگلیسی: Peter Phillips؛ زادهٔ ۱۵ اکتبر ۱۹۵۳) رهبر ارکستر، موسیقی‌شناس و موسیقی‌دان اهل بریتانیا است.
او دانش‌آموختهٔ کالج وینچستر و دانشکدهٔ سنت جان در دانشگاه آکسفورد و پایه‌گذار گروه مشهور تلیس اسکالرز در سال ۱۹۷۳ میلادی و گیمل رکوردز است.
وی مدتی نیز استاد موسیقی در دانشگاه آکسفورد و کالج سلطنتی موسیقی بود؛ اما خودش در سال ۱۹۸۸ از آنها کناره‌گیری کرد تا به‌طور تمام‌وقت به رهبری موسیقی بپردازد. وی از سال ۱۹۹۵ مالک میوزیکال تایمز است.